# Golfo de Cádiz
Golfo de Cádiz este o arie protejată (arie de protecție specială avifaunistică — SPA) din Spania întinsă pe o suprafață de 231.420,42 ha, integral marine.

## Localizare
Centrul sitului Golfo de Cádiz este situat la coordonatele 36°53′19″N 6°56′05″W / 36.8887°N 6.9346°V.

## Înființare
Situl Golfo de Cádiz a fost declarat arie de protecție specială avifaunistică în iulie 2014 pentru a proteja 14 specii de animale.

## Biodiversitate
Situată în ecoregiunile marină Atlantică și mediteraneană, aria protejată nu include niciun habitat protejat.
La baza desemnării sitului se află mai multe specii protejate de  păsări (14): alca (Alca torda), Calonectris diomedea, Hydrobates castro, Hydrobates leucorhous, Hydrobates pelagicus, Larus audouinii, pescăruș negricios (Larus fuscus), pescăruș-cu-cap-negru (Larus melanocephalus), Larus michahellis, Puffinus mauretanicus, Rissa tridactyla, chiră de baltă (Sterna hirundo), Sterna paradisaea, chiră de mare (Thalasseus sandvicensis).
Pe lângă speciile protejate, pe teritoriul sitului au mai fost identificate 1 specie de păsări.